# Đại Thượng Nin

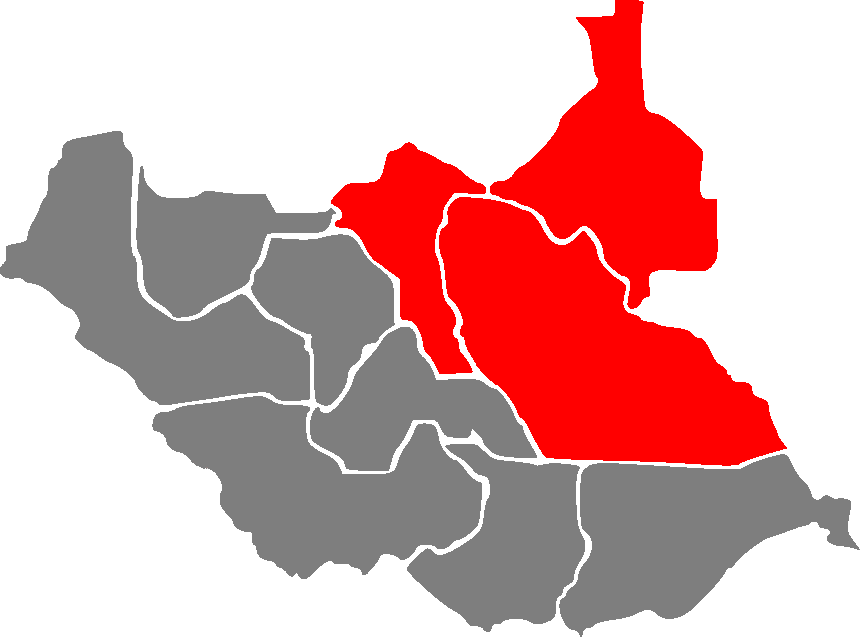
Bản đồ thể hiện Đại Thượng Nin tại Nam Sudan.

Đại Thượng Nin (tiếng Anh: Greater Upper Nile, tiếng Ả Rập: أعظم أعالي النيل) là một vùng ở đông bắc Nam Sudan. Tên của vùng bắt nguồn từ Sông Nin Trắng, một phụ lưu của Sông Nin ở Bắc Phi và Đông Phi
Vùng gồm có 3 bang của Nam Sudan là Jonglei, Unity, và Thượng Nin. Vùng có biên giới với Ethiopia ở phía đông và Sudan ở phía bắc.
Vùng Đại Thượng Nin ly khai khỏi Cộng hòa Sudan vào ngày 9 tháng 7 năm 2011 cùng với hai vùng Bahr el Ghazal và Equatoria để tạo thành một quốc gia độc lập là Cộng hòa Nam Sudan.